# شهرستان دادی (جورجیا)
شهرستان دادی (به انگلیسی: Dade County) یک شهرستان‌های جورجیا در ایالات متحده آمریکا است که در جورجیا واقع شده‌است. شهرستان دادی ۴۵۰٫۶۶ کیلومتر مربع مساحت دارد.